# John Romero
Alphonso John Romero (Colorado Springs, 28 ottobre 1967) è un autore di videogiochi statunitense.
È una famosa figura dell'industria dei videogiochi. È conosciuto principalmente per essere il cofondatore della casa id Software e lead designer dei loro videogiochi sparatutto in prima persona Wolfenstein 3D, Doom e Quake.

## Biografia

### Lavori giovanili
Il primo gioco di John Romero, Scout Search, è stato pubblicato nel 1984 da inCider, una rivista Apple popolare durante gli anni ottanta. La prima compagnia di John, Capitol Ideas Software, aveva sviluppato almeno 12 dei suoi primi giochi. John finì sulla copertina di dicembre della rivista della Apple II Nibble per tre anni di seguito dal 1987. John vinse anche una competizione di programmazione con il suo gioco Cavern Crusader.
Il primo lavoro nell'industria per John si svolse assieme alla Origin Systems nel 1987 dopo aver programmato giochi per 8 anni. Lavorò sull'Apple II per eseguire un porting a Commodore 64 del videogioco 2400 A.D, che venne interrotto a causa della bassa vendita della versione Apple II. John si spostò su Space Rogue, un gioco di Paul Neurath. In questo periodo a John venne chiesto se sarebbe stato parte della nuova compagnia di Paul chiamata Blue Sky Productions, in seguito rinominata Looking Glass Technologies. John lasciò la Origin Systems per cofondare una compagnia chiamata Inside Out Software dove eseguì il porting di Might & Magic II da Apple II a Commodore 64 e terminò quasi il porting da Commodore 64 ad Apple II del gioco Tower Toppler.
Durante questo periodo, John si occupò del lavoro artistico per Dark Castle su Apple II GS, un porting dal Macintosh. Durante questo periodo, John e il suo amico Lane Roathe cofondarono una compagnia chiamata Ideas From The Deep e scrissero versioni di un gioco chiamato Zappa Roids per l'Apple II, PC e Apple GS.  La loro ultima collaborazione si sviluppò in un sistema operativo a disco Apple II per i giochi della Infocom Zork Zero, Arthur, Shogun e Journey. Ideas From The Deep esiste ancora.

### Il periodo alla Softdisk e l'incontro con Tom Hall
Romero quindi si trasferì a Shreveport, Louisiana nel marzo 1989 e si unì alla Softdisk come programmatore nella divisione Progetti Speciali. Dopo diversi mesi passati ad aiutare la rivista mensile Big Blue Disk John iniziò a lavorare nel 1990 per una divisione chiamata Gamer's Edge (inizialmente PCRcade). Qui Romero assunse John Carmack a Kansas City, spostò Adrian Carmack nella divisione del dipartimento artistico Softdisk e convinse Tom Hall ad aiutarlo con il game design. La squadra si dimostrò volenterosa ed esperta e John riconobbe il livello dei suoi affiliati, convincendoli a cofondare una nuova compagnia, id Software.

### La creazione della id Software
John cofondò e lavorò alla id Software dal 1991 al 1996 e venne coinvolto nella creazione di diverse pietre miliari del campo dei videogiochi, come Commander Keen, Wolfenstein 3D, Doom, Doom II (dove Romero appare come boss finale) e Quake, svolgendo il ruolo di produttore esecutivo per Heretic e Hexen. Fu proprio con Quake che il rapporto tra lui e il resto della id Software si incrinò: Carmack era intenzionato a riprendere e evolvere il gameplay alla base di Doom mentre Romero voleva intraprendere strade completamente diverse, tanto che nel suo progetto iniziale Quake non era nemmeno uno sparatutto; decise così di seguire il progetto fino alla sua conclusione ma di lasciare la compagnia una volta che il gioco fosse stato pubblicato.

### Ion Storm
Romero se ne andò e cofondò Ion Storm a Dallas, Texas, con Tom Hall, dove produsse Daikatana. Questo progetto ambizioso venne annunciato nel marzo del 1997 con data d'uscita fissata per il Natale dello stesso anno. La data si spostò di molti mesi ripetutamente, e il gioco iniziò a ricevere molte critiche negative da parte delle riviste e dei fans. In particolare, la frase pubblicitaria del 1997 creata da Mike Wilson, CEO di Daikatana, che riportava lo slogan "John Romero's About To Make You His Bitch", aveva riscosso molta ostilità. Il gioco venne distribuito nell'aprile 2000 - dopo 3 anni di sviluppo. Alla pubblicazione, Daikatana venne criticato e venne posto tra diverse liste riguardanti i peggiori 10 giochi di sempre. Nonostante ciò, il gioco riuscì a vendere 200 000 copie nel primo anno di vendita.

### Monkeystone
Romero si accordò con Tom Hall subito dopo la produzione di Anachronox e la sede di Ion Storm a Dallas venne chiusa. I due fondarono Monkeystone Games nel luglio 2001 per emergere nel mercato dei giochi per telefono cellulare. Monkeystone ha sviluppato circa 15 giochi in 3 anni e mezzo.
Alcuni di essi sono Hyperspace Delivery Boy, Congo Cube e Red Faction.

### Midway Games
Nell'ottobre 2003, Romero si è unito a Midway Games come capo progetto per Gauntlet: Seven Sorrows. Tuttavia, nel giugno 2005 Romero ha lasciato la casa mesi prima che il progetto venisse completato.

### Slipgate Ironworks
Il 31 agosto 2005, Romero ha confermato che sin da quando ha lasciato Midway ha lavorato duro su un gioco ancora da annunciare di tipo MMOG. Romero scrive di essere il cofondatore di una nuova compagnia con base a San Francisco e di trovarsi in condizioni molto migliori rispetto a quando era con la Midway. La compagnia non verrà rivelata al pubblico prima del 2007.

### Cyberathlete Professional League
Nel 2006 ha dichiarato di lavorare, insieme al fondatore di Ritual Entertainment Tom Mustaine, ad uno sparatutto in prima persona per la Cyberathlete Professional League intitolato Severity ma cancellato poi nel 2009

### Il ritorno nel 2016
Dopo varie indiscrezioni, il 25 aprile 2016 annuncio lo sviluppo, insieme ad Adrian Carmack, di Blackroom , uno "sparatutto violento che richiama i classici FPS con una miscela di esplorazione, velocità e intensi combattimenti armati". Il gioco sarebbe dovuto uscire per PC finanziato da una raccolta fondi su Kickstarter, ma dopo la richiesta dei fan di una demo, la raccolta fondi è stata sospesa il 29 aprile 2016 dopo aver raccolto oltre 100.000 dollari dei 700.000 fissati come target.. Nel 2019 Romero ha affermato di star ancora lavorando al progetto, ma da allora non ci sono state altre notizie.

### Vita personale
Romero ha sposato la game designer Brenda Brathwaite nel 2012. Nel 2010 avevano lavorato assieme al gioco Facebook Ravenwood Fair: John ne è stato il lead designer e Brenda la creative director e la game designer. Il gioco in breve tempo ha raggiunto un numero molto alto di giocatori attivi.
Ha tre figli avuti da matrimoni precedenti: Michael nel 1988, Steven nel 1989 e Lillia nel 1998.

## Influenze
Durante un simposio avvenuto ad Atlanta nel febbraio 2010, Romero ha citato le persone che ammira o che lo hanno influenzato nella sua carriera: tra gli altri Nasir Gebelli, creatore di vari titoli nei primi anni 1980, Dani Bunten, Gunpei Yokoi e Gary Gygax.